# Францішек Стронський
Францішек Діонісій Гаспар Стронський (пол. Franciszek Stroński; 1 січня 1803, м. Сасів, тепер Золочівський район, Львівська область — 13 квітня 1865, м. Краків, Польща) — професор філософії, директор бібліотеки Львівського та Краківського університетів, радник австрійського цісаря.

## Життєпис
Народився  1 січня 1803 року в містечку Сасові.
Вивчав філософію у Львові та Відні, а потім читав лекції у фріульській провінції Горіція, що розташована на кордоні Італії та словенської землі. Після повернення до рідного університету — Львівського університету — він взяв на себе управління університетською бібліотекою, в ранзі імператорського радника. Він організовував колекції, створюючи, серед іншого, алфавітний та фактичний каталоги. Завдяки цьому вдалося оцінити втрати після трагічної пожежі, спричиненої 2 листопада 1848 року обстрілом повсталого міста з цитаделі артилерією генерала Вільгельма Ґаммерштейна. Незважаючи на величезні зусилля Стронського, який не лише керував рятувальною операцією, але й власноруч виносив пошкоджені томи. Через цю пожежу було втрачено понад 80 % бібліотечного фонду Львівського університету, а те, що не згоріло у вогні, часто ставала здобиччю натовпів глядачів. Тиньєцькі архіви та інші монастирські придбання назавжди були втрачені. Однак те, що було врятовано, спочатку було складено в губернаторстві, потім у монастирі отців Домініканів, і, нарешті, на 50 років було передано будівлі колишнього єзуїтського конвікту при колишній вулиці Святого Миколая, який став новим місцем університету. Згодом, із солідарності, бібліотека Оссолінського допомогла постраждалим, передавши декілька дублів книжок університетській бібліотеці. Директору бібліотеки Францішеку Стронському також вдалося отримати від влади надзвичайну субсидію на поповнення бібліотечних фондів. Як автор підручників: «Географія для молоді та уривки для використання нижчих класів у цісарсько-королівських школах гімназійних», Стронський став радником губернатора Королівства Галичини та Володимирії Франца Штадіона з питання реорганізації загальної освіти в Галичині, а також очолював екзаменаційну комісію для майбутніх вчителів молодших класів.

30 червня 1859 року він був призначений директором бібліотеки Краківського університету, якій він провів обстеження або ж інвентаризацію (підрахунок ресурсів та перевірку їх розташування) та продовжив довгостроковий ремонт будівлі за проєктом Кароля Кремера, збільшив штат та нарешті отримав додаткові кошти.
 
У 1860 році Францішек Стронський взяв участь у постійних переговорах у Відні, щоб сприяти реполонізації Ягеллонського університету, що нарешті відбулось у 1868 році, після встановлення Галицької автономії. Подібний процес у Львові проходив — з більшим опором — до 1871 року, коли всі лекції були дозволені обома національними мовами, тобто польською та українською.

Він помер 13 квітня 1865 року та був похований на Раковицькому цвинтарі у Кракові.